# Colin Hay
Colin James Hay (ur. 29 czerwca 1953 w Kilwinning) – szkocko-australijski muzyk i aktor. Założyciel australijskiego zespołu Men at Work.
Hay urodził się w Szkocji, ale w wieku 14 lat wraz z rodziną przeprowadził się do Australii.
W 1978 roku Hay spotkał Rona Strykerta i zaczęli grać tworząc duet. Później, gdy dołączyli nich Jerry Speiser, John Rees i Greg Ham, przekształcili się w zespół o nazwie Men at Work. W 1981 roku grupa zadebiutowała albumem Business as Usual.
Po rozpadzie zespołu w 1985 roku Hay wydał kilkanaście solowych albumów. Płyty Looking for Jack i Wayfaring Sons osiągnęły komercyjny sukces w Australii i Wielkiej Brytanii.

## Dyskografia
- 1987: Looking for Jack
- 1990: Wayfaring Sons
- 1992: Peaks & Valleys
- 1994: Topanga
- 1998: Transcendental Highway
- 2001: Going Somewhere
- 2002: Company Of Strangers
- 2003: Man @ Work
- 2007: Are You Lookin’ at Me?
- 2009: American Sunshine
- 2011: Gathering Mercury
- 2015: Next Year People
- 2017: Fierce Mercy